# Sajti János
Sajti János (Hódmezővásárhely, 1937. szeptember 27. – 2012. szeptember 30.) magyar vitorlázórepülő, sportoló. Polgári foglalkozása a Medicor Művek képviselője. 1997-ben megalapította a Soltec Kft.-t, mely a magyar napenergia-piac meghatározó szereplője a mai napig.

## Életpálya
Algyőn C-vizsgát tett 1956. június 10-én, repült 17 percet. A Medicor Művekben dolgozott, de hamarosan a Művek képviselőjeként tevékenykedett Lengyelországban, majd a világ más részein is.
A 302 km-t 1961-ben, az 526 km-t 1976-ban, az 5345 méter magasságot pedig 1987-ben repülte.
Valamennyi országos bajnokság résztvevője 1962-1968 között. 1963-tól 1967-ig válogatott versenyző. 1967-től öt évet Lengyelországban dolgozott, ahol töretlenül folytatta a repülést. 1975-ig 1400 órát és 30 000 kilométert repült. A harmadik versenyén az ötödik helyezést érte el, az 1966-ban rendezett nemzetközi versenyen pedig harmadik, a magyarok között a második lett. 94 km/óra átlagsebességgel repült 1968-ban egy 300 kilométeres háromszöget, ami akkoriban nemzetközi szinten is kiemelkedő teljesítménynek számított. Az 1974. évi Országos Válogató Bajnokságon második helyezésével Móczán Jánossal a vitorlázórepülők ranglistáján az elsők között jegyzett Witeket is sikerült a háttérbe szorítania.

## Sportegyesületei
- Műegyetemi Sportrepülő Egyesület (MsrE)  – 1961-től 1965-ig klubtitkár volt,
- Ipari Tanulók Repülő Klub (ITRK)

## Sporteredmények
1968-ban 94 kilométer/óra átlagos sebességgel megrepült 300 kilométeres háromszöge kiemelkedő csúcsként van nyilvántartva.

### Magyar bajnokság
- 1966-ban az országos bajnokságon 5. helyezést ért el,
- 1974-ben  az országos bajnokságon ezüstérmes.

## Szakmai sikerek
- 1961-ben megrepülte az Aranykoszorú szintet.